# Dongsheng, Zhongshan
Dongsheng (kinesiska: 东升) var en köping i sydöstra Kina. Den låg i staden Zhongshan i provinsen Guangdong, omkring 57 kilometer söder om provinshuvudstaden Guangzhou. Antalet invånare vid folkräkningen 2010 var 117 976. Befolkningen består av 53 563 kvinnor och 64 413 män. Barn under 15 år utgör 10,0 %, vuxna 15-64 år 84 %, och äldre över 65 år 4,0 %.
Dongsheng blev 19 juli 2021 en del av Xiaolan köping. 